# Bonnaud
Bonnaud korábbi község (település) Franciaországban, Jura megyében. 2025. január 1-jén Grusse, Vercia és Vincelles községgel egyesült és Val-Sonnette új község része lett.
Lakosainak száma 58 fő (2018. január 1.). Bonnaud Mallerey, Beaufort, Vincelles és Savigny-en-Revermont községekkel határos.

## Népesség
A település népességének változása:
| Lakosok száma | 43   | 43   | 41   | 33   | 30   | 49   | 51   | 50   | 51   | 58   |
|               | 1968 | 1975 | 1982 | 1990 | 1999 | 2011 | 2013 | 2015 | 2017 | 2018 |